# Zbór Kościoła Zielonoświątkowego „Samaria” w Człuchowie
Zbór Kościoła Zielonoświątkowego „Samaria” w Człuchowie – zbór Kościoła Zielonoświątkowego w RP znajdujący się w Człuchowie.
Nabożeństwo w każdą niedzielę o godzinie 11.00